# Glossina morsitans
Glossina morsitans
Pour les articles homonymes, voir Mouche et Goma Tsé-Tsé.
Espèce
Glossina morsitans est une espèce de mouche tsé-tsé (genre Glossina). C'est l'un des principaux vecteurs de Trypanosoma brucei rhodesiense in African savannas.

## Taxonomie
Glossina morsitans est classée de diverses manières dans le sous-genre Glossina s.s. ou comme nom d'espèce du groupe d'espèces morsitans. Trois sous-espèces sont traditionnellement reconnues pour G. morsitans,:
1. G. m. submorsitans
2. G. m. morsitans
3. G. m. centralis

G.m.s. est subdivisé par certains auteurs en un G. m. s. ugandensis.

## Morphologie

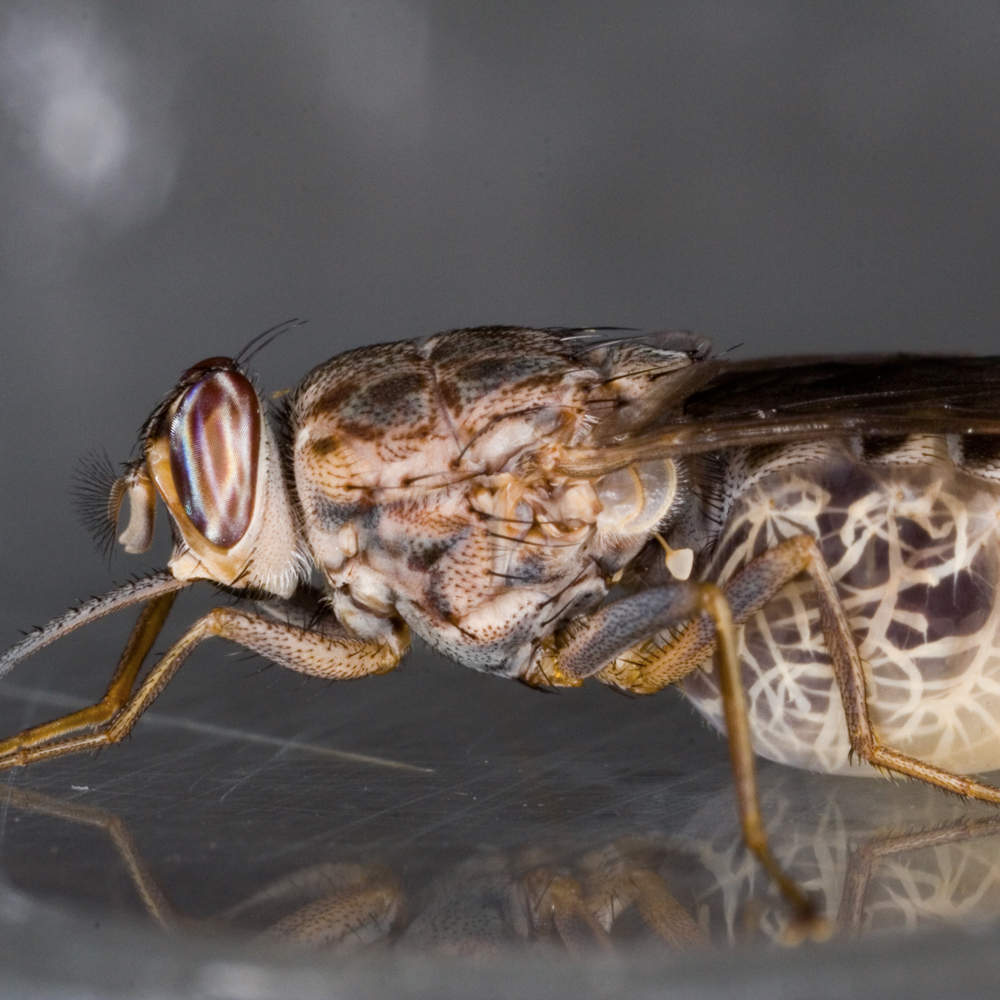
Femme enceinte
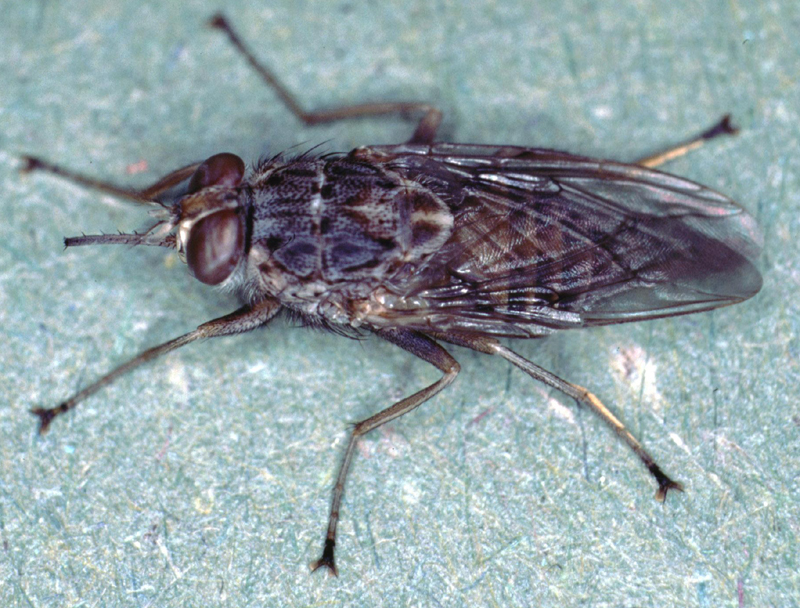
Mouche tsé-tsé adulte

### Œuf
À propos 1,5-1,6 millimètres (1,43700787408 po) long.

### Larves

#### Premier stade larvaire
1,8 millimètres (0,07086614166 po) long.

#### Deuxième stade larvaire
4,5 millimètres (0,17716535415 po) long.

#### Troisième stade larvaire
6-7 millimètres (5,7244094491 po) long.

#### Adulte
Les adultes mesurent 7,75 millimètres (0,305118109925 po). G. morsitans est parfois distinguable de ses congénères à l'œil nu - il existe des différences de coloration macroscopique - s'il peut être observé au repos. Il est plus facilement distinguable par examen microscopique.

## Metabolism
Les muscles du vol sont principalement alimentés par la proline, synthétisée à partir d'acides gras mobilisés hors du corps adipeux. Si la proline est si efficacement utilisée dans les mitochondries musculaires, c'est parce qu'elles sont spécialisées dans les enzymes oxydant la proline, et non dans les enzymes utilisant les acides gras et le pyruvate.

## Distribution

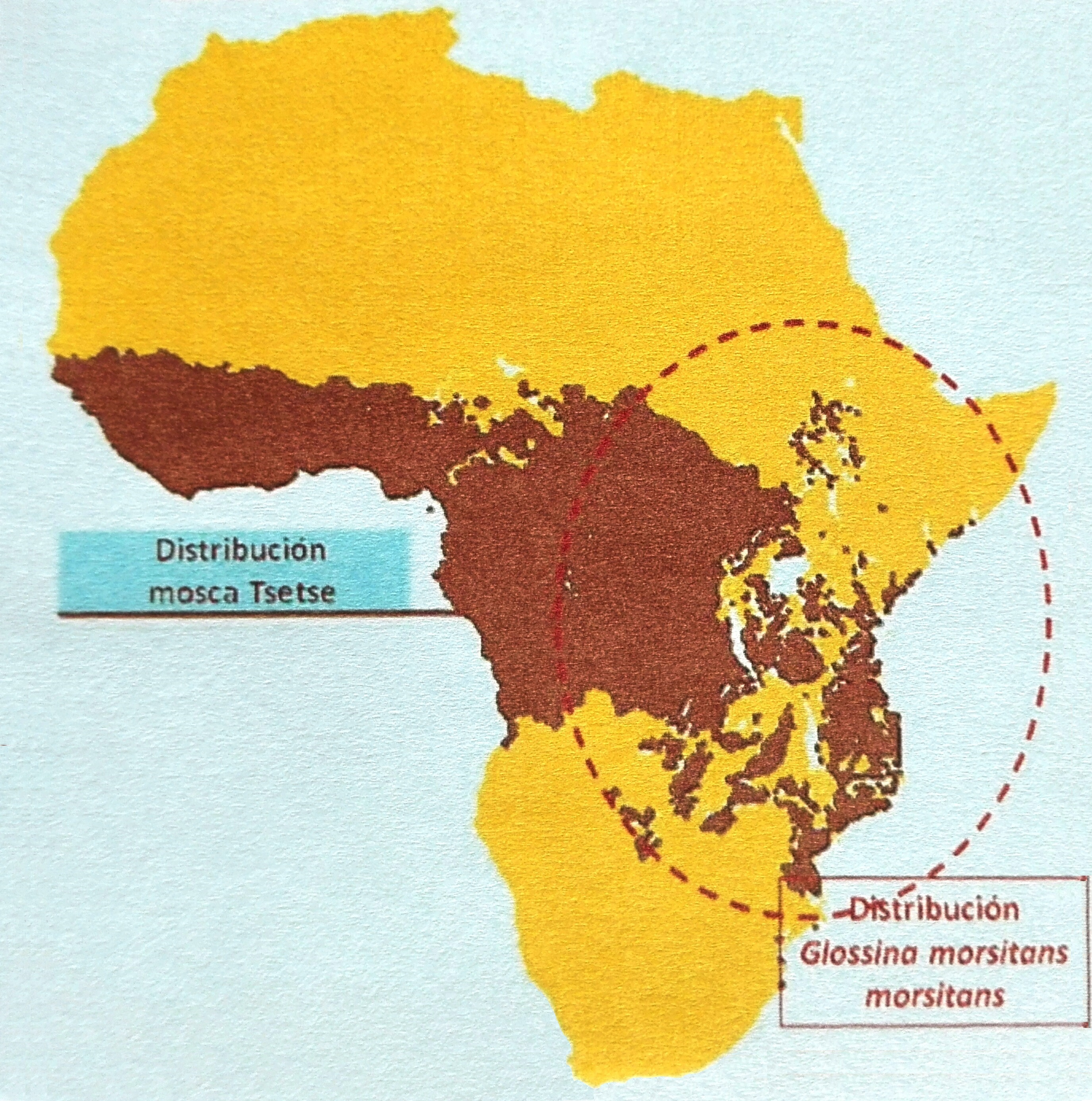

G. morsitans se trouve en Afrique de l'Est et en Afrique équatoriale.
C'est l'espèce de mouche tsé-tsé qui est actuellement signalée dans le plus grand nombre de pays africains, c'est-à-dire au moins 22 dont : l'Angola, le Burkina Faso,Cameroun, République centrafricaine, Tchad, République démocratique du Congo, Éthiopie, Gambie, Ghana, Guinée, Malawi, Mali, Mozambique, Nigéria, Rwanda, Sénégal, Soudan, Tanzanie, Togo, Ouganda, Zambie et Zimbabwe.
L'espèce a également été signalée historiquement au Bénin, au Burundi, en Guinée-Bissau, en Côte d'Ivoire, au Kenya, au Niger, en Sierra Leone et au Soudan du Sud, bien que les données publiées récemment sur l'espèce dans ces pays fassent défaut. G. morsitans  était également présent au Botswana et en Namibie, mais on pense que l’espèce a été durablement éliminée dans ces deux pays au moyen de pulvérisations aériennes d’insecticides,.

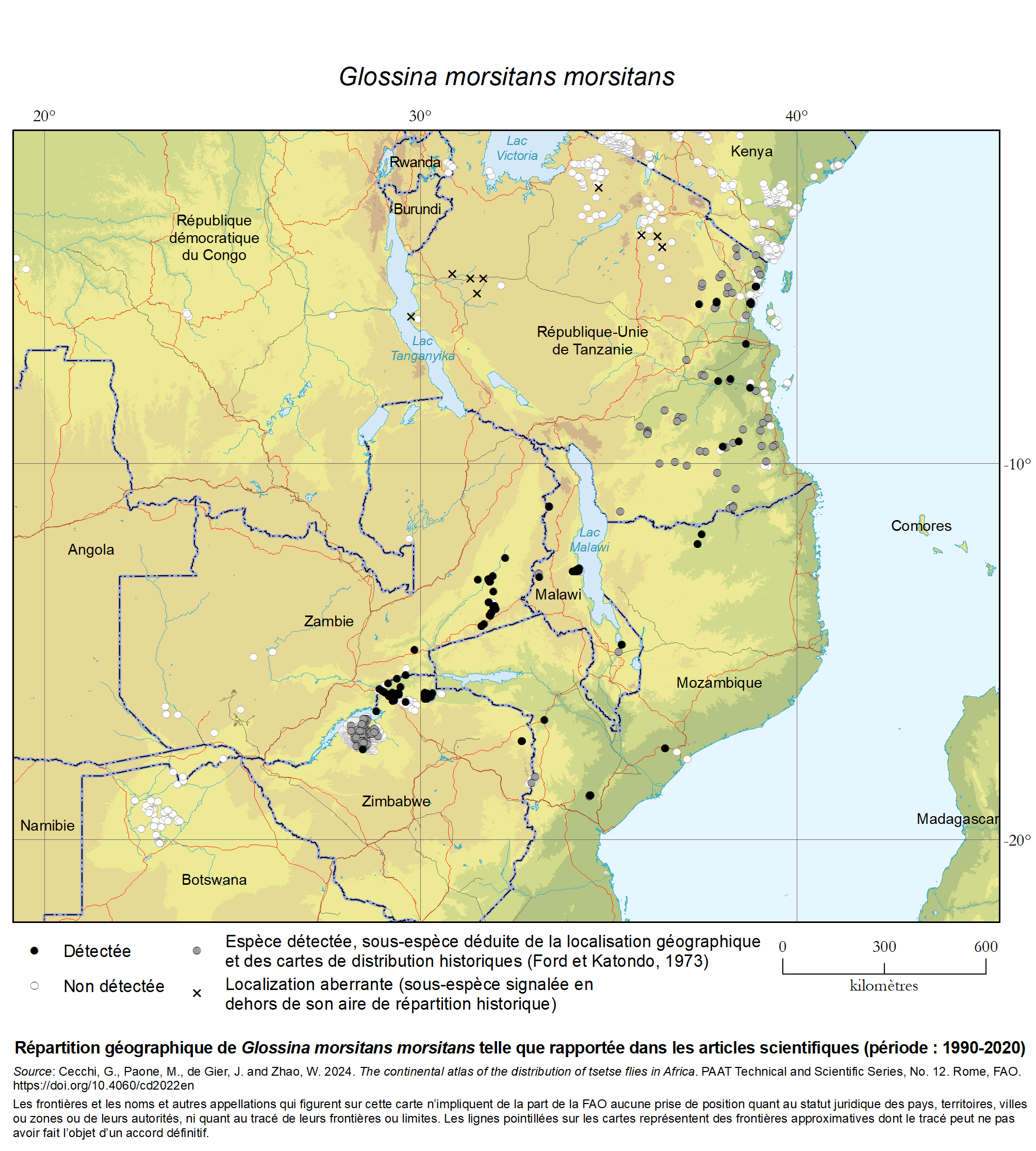
Glossina morsitans morsitans – Répartition géographique de Glossina morsitans morsitans telle que rapportée dans les articles scientifiques (période 1990-2020)

### Glossina morsitans morsitans
Glossina morsitans morsitans occupe la partie sud-est de la répartition de Glossina morsitans et était historiquement connue pour être présente au Malawi, au Mozambique, en République-Unie de Tanzanie, en Zambie et au Zimbabwe. Dans la littérature scientifique évaluée par des pairs pour la période 1990-2020, Glossina morsitans morsitans a été confirmée dans les 5 pays.

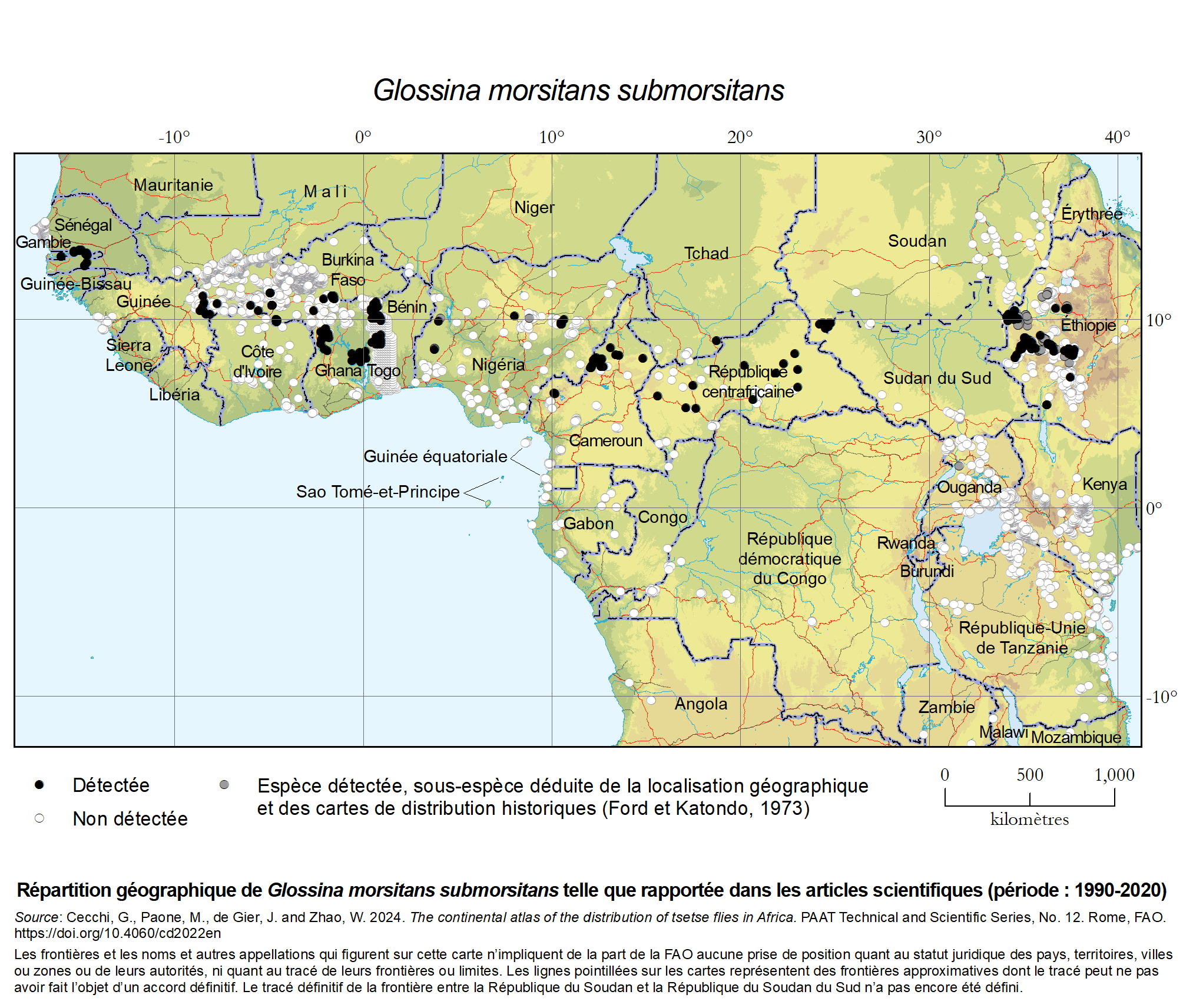
Glossina morsitans submorsitans – Répartition géographique de Glossina morsitans submorsitans telle que rapportée dans les articles scientifiques (période 1990-2020)

### Glossina morsitans submorsitans
Glossina morsitans submorsitans occupe la partie nord de la répartition de Glossina morsitans, et historiquement, on savait qu'elle était présente dans 22 pays, de l'Éthiopie à l'est au Sénégal à l'ouest. Dans la littérature scientifique évaluée par des pairs pour la période 1990-2020, Glossina morsitans submorsitans a été explicitement signalée dans 13 pays, c'est-à-dire le Burkina Faso, le Cameroun, la République centrafricaine,, Chad, Ethiopie, la Gambie, le Ghana, la Guinée, Mali, Nigeria, Sénégal, Soudan, et le Togo. Glossina morsitans submorsitans iOn pense également qu'il a été détecté en Ouganda au début des années 2010, même si signalé par inadvertance comme G. morsitans morsitans, bien qu'aucun rapport publié sur G. morsitans submorsitans Des données sur la présence de la maladie sont disponibles pour la période 1990-2020 dans les autres pays historiquement infestés (à savoir le Bénin, la Côte d’Ivoire, la République démocratique du Congo, la Guinée-Bissau, le Kenya, le Niger, la Sierra Leone et le Soudan du Sud).

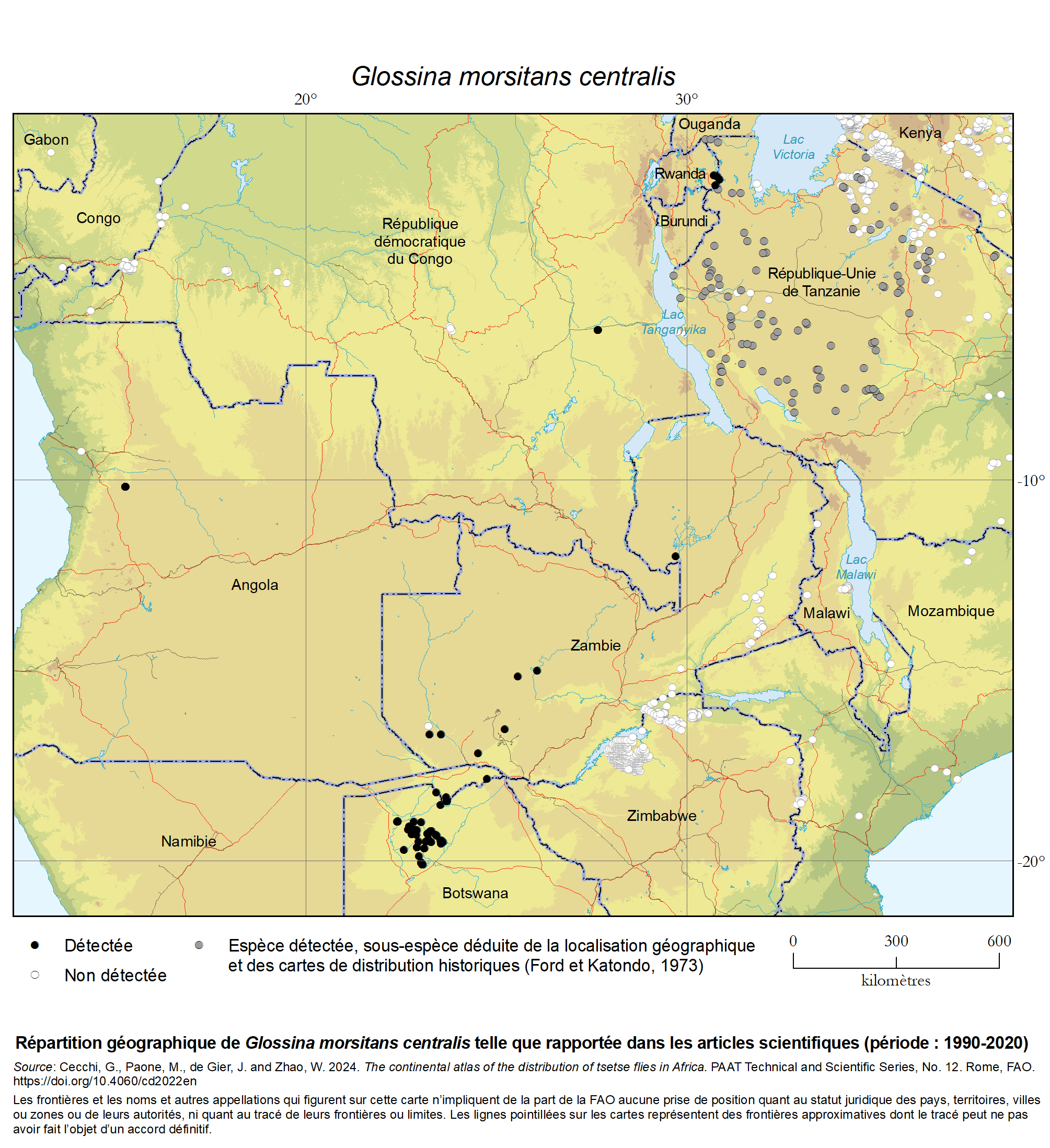
Glossina morsitans centralis – Répartition géographique de Glossina morsitans centralis telle que rapportée dans les articles scientifiques (période 1990-2020)

### Glossina morsitans centralis
Glossina morsitans centralis occupe la partie sud-ouest de l'aire de répartition de Glossina morsitans et, historiquement, elle était présente en Angola, au Botswana, au Burundi, en République démocratique du Congo, en Namibie, au Rwanda, en Ouganda, en République-Unie de Tanzanie et en Zambie. Dans la littérature scientifique évaluée par des pairs pour la période 1990-2020, Glossina morsitans centralis a été explicitement signalée dans 6 pays, i.e. Angola, Botswana, la République démocratique du Congo, Namibia, Rwanda, et en Zambie. Au cours de la période 1990-2020, Glossina morsitans centralis a également été signalée, bien qu'au niveau de l'espèce (c'est-à-dire sous le nom de Glossina morsitans), en République-Unie de Tanzanie,dans les zones où la sous-espèce était historiquement présente. En ce qui concerne le Botswana et la Namibie, malgré les rapports antérieurs, G. morsitans centralis aurait été durablement éliminé dans les années 2000 au moyen de pulvérisations aériennes d’insecticides (technique d’aérosol séquentiel).

## Hôtes
G. morsitans se nourrit de phacochères, de bœufs, de buffles, de koudous et d'humains. Environ 6 % des repas de sang de G. m. s. proviennent d'oiseaux (à l'exclusion des autruches).

## Génome
Une séquence a été rendue disponible en 2014. Entre autres résultats, elle révèle que le génome de G. morsitans a incorporé une partie du génome de son symbiote Wolbachia. Le sens du goût de G. m. m. est dépourvu du sens du sucré, ce qui peut être dû à son régime alimentaire exclusivement hématophage.

### Génétique
G. morsitans porte trois gènes Ago2 selon les données compilées par Mongelli & Saleh 2016:Table 1 et trois gènes Ago3.:Table 1

## Symbiontes
G. m. m. est en symbiose obligatoire avec Wigglesworthia glossinidia et Wolbachia. Sans Wigglesworthia, G. m. m. est stérile, et sans Wolbachia, elles sont reproductivement incompatibles avec les mouches normales.

## Impact économique
La trypanosomiase transmise par G. morsitans et d'autres espèces de glossines est l'un des plus grands problèmes économiques auxquels l'Afrique est confrontée. Elle a radicalement modifié l'agroéconomie bovine dans toute l'Afrique centrale, réduisant considérablement le mode de vie pastoral du bétail en réduisant l'étendue des pâturages sûrs. Cela a laissé environ 10 400 000 kilomètres carrés (4 015 462,4536 mi2) de terres autrement utilisables dépourvues de bétail. En élevant du bétail de la manière courante en 1963, cela aurait permis d'élever 125 000 000 têtes supplémentaires, soit plus du double des 114 000 000 élevées à l'époque.